# Adeonoidea
Adeonoidea zijn een superfamilie van mosdiertjes (Bryozoa) uit de orde van de Cheilostomatida. De wetenschappelijke naam ervan werd in 1884 voor het eerst geldig gepubliceerd door Busk.

## Families
- Adeonidae Busk, 1884
- Diedroporidae Gordon & Taylor, 2015  †
- Inversiulidae Vigneaux, 1949